# Handlingens propaganda
Handlingens propaganda, även dådets propaganda, är ett anarkistiskt koncept och idé där individuella terrorattacker ska visa vägen för revolution genom att visa att samhället är sårbart, verka inspirerande och skapa efterföljansvärda exempel. De fick ett genomslag i anarkistiska kretsar under slutet av 1800-talet, där anarkisterna samarbetade internationellt vilket inledde internationella samarbeten för att bekämpa brottslighet.
Flera revolutionsströmningar diskuterade och lanserade liknande idéer under slutet av 1800-talet. Bland annat den ryska anarkisten Michail Bakunin förespråkade den och det inspirerade den italienska anarkisten  Errico Malatesta. I Italien hade anarkisterna försökt förmå lantarbetarna på landsbygden runt Bologna att göra uppror. De hade bemötts med skepticism och hade behov att inspirera. De tänkte sig att individuella dåd skulle skapa inspiration och valde stadsmiljön för sina dåd. Bland attentat som räknas till anarkistiska handlingens propaganda kan till exempel nämnas morden på Elisabeth av Bayern i Genève, franska presidenten Sadi Carnot, Italiens kung Umberto I och de amerikanska presidenterna James Garfield och William McKinley.